# Dover (Tasmanien)
Dover ist eine Kleinstadt im Südosten des australischen Bundesstaates Tasmanien. Sie liegt an der Esperance Bay südlich von Geeveston und ist die südwestlichste Stadt der Local Government Area Huon Valley Municipality. Der Huon Highway (A6) verbindet Dover mit Hobart.
Die Zahl der Einwohner wurde bei der Volkszählung 2016 zu 486 festgestellt. Davon sind 79 % in Australien geboren, 5 % im England, 3 % in Neuseeland, 2 % in der Volksrepublik China und jeweils 1 % in Schottland oder Rumänien.

## Geschichte
Im Jahr 1892 erreichte der Entdecker Bruni D’Entrecasteaux den Süden Tasmaniens, nachdem seine Schiffe aufgrund ungünstiger Winde vom Kurs abgekommen waren. D’Entrecasteaux und seine Crew verbrachten einigen Wochen in der Recherche Bay und reparierten ihre Schiffe. Während dieser Zeit kartografierten sie Port Esperence, das heutige Dover, und benannten es nach einem der Expeditionsschiffe.
Nach der Besiedlung Tasmaniens wurde in Dover ein Sträflingslager eingerichtet. Heute ist der einzige sichtbar Beweis aus dieser Zeit das Commandant’s Office, das Büro des Kommandanten.
Ab den 1850er Jahren wuchs Dover als Holzfällerstadt, von hier wurde die Huon Pine in alle Welt verschifft. Heute lebt der Ort hauptsächlich von der Fischindustrie und vom Obstanbau.

## Klima
|                       | Jan  | Feb  | Mär  | Apr  | Mai  | Jun  | Jul  | Aug  | Sep  | Okt  | Nov  | Dez  |   |       |
| Mittl. Tagesmax. (°C) | 20,5 | 20,5 | 19,0 | 16,7 | 14,8 | 12,6 | 12,3 | 13,1 | 14,6 | 16,1 | 17,5 | 19,0 | ⌀ | 16,4  |
| Mittl. Tagesmin. (°C) | 10,1 | 10,2 | 8,9  | 7,0  | 5,9  | 3,8  | 3,6  | 4,0  | 4,9  | 6,5  | 7,8  | 8,9  | ⌀ | 6,8   |
|                       |      |      |      |      |      |      |      |      |      |      |      |      |   |       |
| Niederschlag (mm)     | 53,2 | 51,5 | 64,6 | 67,1 | 70,8 | 79,3 | 85,9 | 89,1 | 83,3 | 86,8 | 71,5 | 72,2 | Σ | 875,3 |

| 10,1 |

| 10,2 |

| 8,9 |

| 7,0 |

| 5,9 |

| 3,8 |

| 3,6 |

| 4,0 |

| 4,9 |

| 6,5 |

| 7,8 |

| 8,9 |

| 10,1 |

| 10,2 |

| 8,9 |

| 7,0 |

| 5,9 |

| 3,8 |

| 3,6 |

| 4,0 |

| 4,9 |

| 6,5 |

| 7,8 |

| 8,9 |

## Persönlichkeiten
- David Rivett (Albert Cherbury David Rivett; 1885–1961), Chemiker und Wissenschaftsmanager